# Сарыкамышское озеро
Сарыкамы́шское о́зеро (Сарыкамы́ш; туркм. Sarygamyş köli, каракалп. Sariqamis kóli, узб. Sariqamish ko‘li) — бессточное горько-солёное озеро, расположенное на Туранской низменности, в центральной части Сарыкамышской котловины севернее пустыни Каракумы. Является самым большим озером Туркменистана, на который приходится три четверти площади всего озера (четверть площади приходится на Узбекистан). Сарыкамышская котловина и Присарыкамышская дельта Амударьи являются физико-географическими природными районами Дашогузского велаята Туркменистана. Площадь поверхности изменчива, на 2017 год — около 3000 км2.

## Этимология названия
Название «Сарыкамыш» имеет тюркское происхождение и означает «жёлтый камыш, тростник»:
«Название от оз. Сарыкамышское, расположенное в нижней части котловины, которое было названо по тростнику (туркм. сарыкамыш)…».

## История
За свою историю озеро несколько раз исчезало и вновь возникало в зависимости от поступления вод Амударьи. Периоды высыхания Сарыкамышского озера были связаны со впадением реки в Аральское море. В прошлом Сарыкамышское озеро наполнялось водой из Амударьи, при этом к западу от неё, на территории Дашогузского велаята Туркменистана, сохранились многочисленные русла древних амударьинских протоков, наиболее крупные из них — Дарьялык и Даудан. Дарьялык охватывает своими протоками северную часть дельты, а Даудан, имеющий более разветвлённую систему протоков, занимает среднюю и южную части Присарыкамышской дельты. Далее, из бывшего южного залива озера в направлении Каспийского моря, вытекала река, русло которой Узбой сохранилось до наших дней.
Озеро существовало в конце неогенового периода, в верхнечетвертичное время (на отметке 58 м над уровнем моря), когда его площадь охватывала, в том числе, современную впадину Ассаке-Аудан, и затем в XIV—XVI веках нашей эры (на отметке 50—62 м над уровнем моря). В последний раз воды Амударьи непосредственно поступали в котловину в 1878 году во время наводнения.

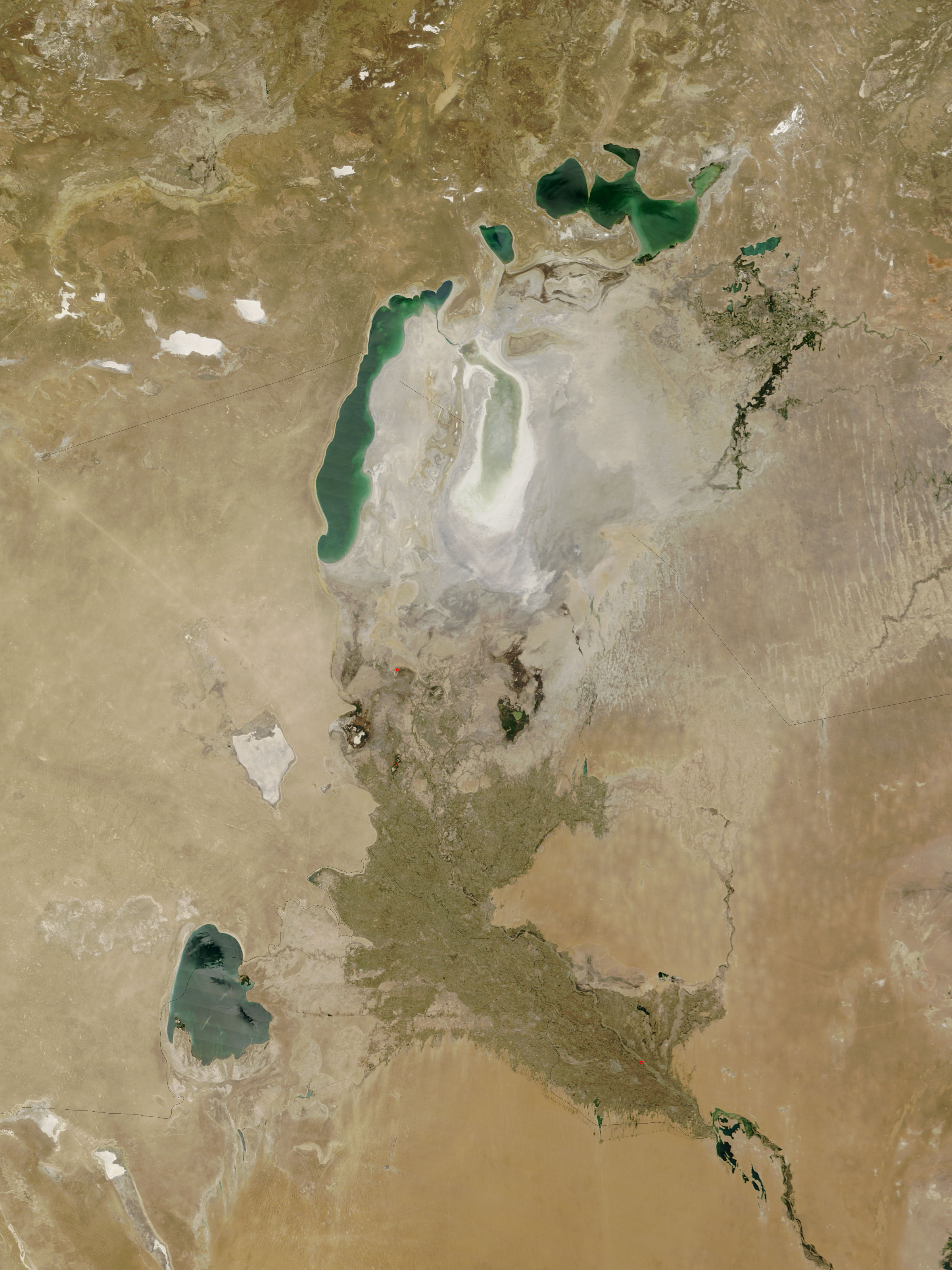
То, что осталось от Аральского моря. Озеро Сарыкамыш слева внизу

На рубеже VII—VI веков до н. э. в Присарыкамышской дельте Амударьи сформировалась древнейшая государственность Хорезма, здесь же начинается эпоха древнехорезмийского строительства.
Во времена Аль-Бируни Сарыкамышское озеро называлось Хыз-Тенгизи (туркм. Gyz deňizi), что в переводе с тюркских языков означает «девичье море».

Проведённые археологические исследования показали, что в позднем средневековье туркменами была создана сложная и разветвленная ирригационная сеть на склонах Сарыкамыша, где получило большое развитие поливное земледелие:
«Грандиозная и сложная оросительная система окраин Сарыкамышской котловины была создана туркменским земледельческим населением этого района».
При этом были обнаружены следы жилищ, керамика, монеты и находки, указывающие на то, что в период XV—XVI вв. здесь было многочисленное население, занимавшееся земледелием и кустарным промыслом, в частности выплавкой железа. Ирригационные сооружения опоясывают кольцом всю Сарыкамышскую впадину на высотах между абсолютными отметками 10 м и 45 м, а также имеются в южном заливе Сарыкамыша на отметках 46—47 м. Их строение указывает на то, что они предназначались для подъёма воды из озера и её распределения по полям. Следы подтопления на нижних частях систем свидетельствуют о значительных колебаниях уровня уровня озера.
С начала 1960-х годов Сарыкамышское озеро наполняется коллекторно-дренажными водами. Современное озеро образовалось в 1971 году после прорыва вод по коллектору Дарьялык, при этом использовались воды с сельхозугодий левого берега Амударьи — стоки с окружающих орошаемых земель, содержащие большое количество пестицидов, гербицидов и тяжёлых металлов. В начале 1970-х годов площадь озера составляла 1000 км², объём воды составлял около 12 км³, а глубина — до 30 м.

## География и гидрология
Озеро Сарыкамыш расположено в центральной части Сарыкамышской котловины, которая представляет собой обширное плоскодонное понижение овальной формы. Котловина ограничена с востока дельтой Амударьи, а с остальных сторон чинками Устюрта. В гидрогеологическом отношении, неогеновые и четвертичные отложения Сарыкамышской котловины представляют собой единый водоносный комплекс с дельтой и долиной Амударьи, Юго-Восточных Каракумов, дельт рек Туркменистана Мургаб и Теджен.
Площадь озера в настоящее время является изменчивой и зависит от поступления коллекторных вод, в основном с территории Дашогузского велаята. К 1977 году площадь поверхности озера составляла около 1500 км2, солёность — примерно 7 ‰, ежегодно в озеро поступало до 4 км3 воды. К 1985 году площадь поверхности выросла до 3200 км2. Когда установился относительно постоянный уровень воды, солёность стала расти и достигла 15—20 ‰. К 2017 году площадь поверхности озера составляла примерно 3000 км², глубина до 40 м.
Длина озера составляет 100—120 км, ширина — 30—40 км, озеро вытянуто в направлении с севера на юго-восток, глубина в среднем равна 8,2 м. Глубины возрастают к восточному берегу. Наиболее низкие отметки дна Саракамышской котловины — 40,5 м ниже уровня моря.

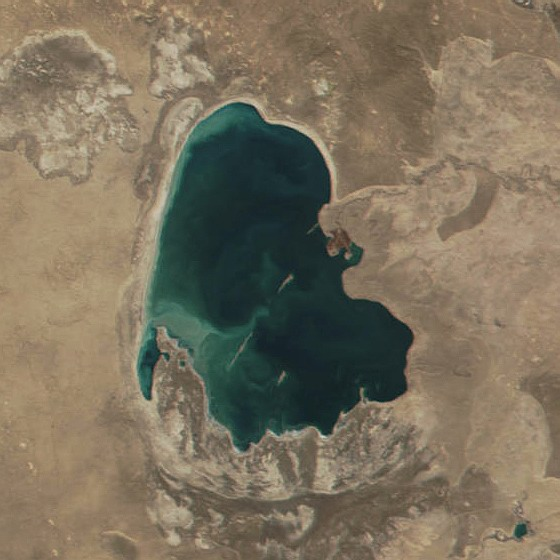
Сарыкамышское озеро, вид из космоса в декабре 2001 года

Сарыкамышское озеро имеет отвесный западный берег. С востока в озеро впадает канал-коллектор, по которому оно подпитывается водами Дарьялыкского и Достлукского коллекторов, проложенных по древним руслам Амударьи Дарьялык и Даудан (сливаются в единый водоток Дарьялык несколько выше впадения). На восточном берегу озера, на территории Дашогузского велаята Туркменистана, находится источник минеральных термальных вод.

## Фауна
Ихтиофауна Сарыкамышского озера была сформирована видами, проникшими из Амударьи и водоёмов придаточной гидромелиоративной сети. По большей части, озеро населяют аборигенные виды Арало-Амударьинского бассейна и китайские вселенцы, как самопроизвольно проникшие, так и целенаправленно перенесённые в водоём в рыбоводных целях в 1969—1974 гг. В 1980—1987 гг. здесь обитали 27 видов, а в 2018 году уже 32, из которых 34,4 % являются вселенцами. Всего за время существования озера в нём зарегистрировано 36 видов различных представителей ихтиофауны, среди которых сазан, сом, змееголов, карп. В конце 2020 года в Сарыкамышское озеро на территории Дашогузского велаята Туркменистана было выпущено две тонны мальков сазана, толстолобика и амура. На озере также осуществляется вылов 17 видов промысловых рыб.
На Сарыкамышском озере также обитают такие виды птиц как белые лебеди, розовые и кудрявые пеликаны, бакланы. В 1970-х гг. на озере было зафиксировано всего около 90 различных видов птиц, 30 % из них были гнездящимися.

## Охрана природы
Бо́льшая часть Сарыкамышского озера входит в состав Каплангырского заповедника и Сарыкамышского заказника Туркменистана.